# Baldur Sigurðsson
Baldur Sigurdsson, (ur. 24 kwietnia 1985) w Reykjavíku – islandzki piłkarz grający na pozycji pomocnika. Mierzy 186 cm wzrostu.

## Kariera klubowa
Profesjonalną karierę Sigurdsson rozpoczął w klubie IF Völsungur Húsavík. W latach 2005−2007 był graczem ÍBK Keflavík. W 2008 roku zdecydował się na wyjazd do Norwegii, gdzie reprezentował barwy Bryne FK. Od 2009 roku do 2015 był zawodnikiem Reykjavíkur. W 2015 przeszedł do SønderjyskE Fodbold, a w 2016 do Stjarnan.

## Kariera reprezentacyjna
W kadrze zadebiutował 9 września 2009 roku w towarzyskim meczu przeciwko Gruzji. Na boisku pojawił się w 84 minucie meczu.
| Mecze i gole w reprezentacji | Mecze i gole w reprezentacji | Mecze i gole w reprezentacji | Mecze i gole w reprezentacji | Mecze i gole w reprezentacji | Mecze i gole w reprezentacji | Mecze i gole w reprezentacji |
| 2009                         | 2009                         | 2009                         | 2009                         | 2009                         | 2009                         | 2009                         |
| ---------------------------- | ---------------------------- | ---------------------------- | ---------------------------- | ---------------------------- | ---------------------------- | ---------------------------- |
| 1.                           | 09.09.2009                   | Reykjavík, Islandia          | Gruzja                       | 3:1                          | 0                            | towarzyski                   |
| 2.                           | 10.11.2009                   | Teheran, Iran                | Iran                         | 0:1                          | 0                            | towarzyski                   |
| 2010                         |                              |                              |                              |                              |                              |                              |
| 3.                           | 21.03.2010                   | Kópavogur, Islandia          | Wyspy Owcze                  | 2:0                          | 0                            | towarzyski                   |

## Sukcesy
- Mistrzostwo Islandii: 2011 (KR)
- Puchar Islandii: 2006 (Keflavik), 2011, 2012 (KR)
- Puchar Ligi Islandzkiej: 2010, 2012 (KR)
- Superpuchar Islandii: 2012 (KR)